# Медведько Олександр Іванович
Олександр Іванович Медведько (нар. 25 липня 1955, село Іскрівка, Якимівський район, Запорізька область, Українська РСР, СРСР) — український державний діяч, Генеральний прокурор України з 3 листопада 2005 до 26 квітня 2007 та з 1 червня 2007 до 3 листопада 2010 (поновлений на посаді Президентом Віктором Ющенком).
Кандидат юридичних наук.

## Життєпис
Народився 25 липня 1955 в селі Іскрівка (зняте з обліку 1973 року) Якимівського району Запорізької області.
У 1980 закінчив Харківський юридичний інститут.

### Кар'єра
В органах прокуратури працює з серпня 1980.
У 1980–1992 — помічник, старший помічник прокурора міста Дружківки Донецької області, старший слідчий цієї ж прокуратури.
У 1992–1999 — прокурор міста Костянтинівка Донецької області.
У 1999–2001 — начальник управління нагляду за законністю оперативно-розшукової діяльності, дізнання і досудового слідства прокуратури Донецької області.
У 2001–2002 — перший заступник прокурора Луганської області.
З липня 2002 — заступник Генерального прокурора України, член колегії Генеральної прокуратури України.
З грудня 2004 — заступник Генерального прокурора України.
3 листопада 2005 народні депутати України 303 голосами затвердили на посаді Генпрокурора кандидатуру Олександра Медведька, представлену на цю посаду Президентом України.
З листопада 2010 — перший заступник Секретаря Ради національної безпеки і оборони.

## Нагороди
- Орден князя Ярослава Мудрого V ступеня (2010)[2]
- Заслужений юрист України (2006)[3]

## Родина
Одружений, має доньку.